# Josef Manger
Josef Manger (26 de maio de 1913, em Bamberga, Baviera – Tutzing, Baviera, 13 de março de 1991) foi um halterofilista alemão.
Josef Manger competiu em halterofilismo na categoria acima de 82,5 kg e ficou com a prata no Campeonato Europeu de 1934. Nos anos seguintes ele permaneceu invicto, embora por pouco tempo, mas ganhou o Campeonato Europeu de 1935, foi campeão olímpico em 1936 e campeão mundial em 1937 e 1938.
Entre 1936 e 1941 ele definiu diversos recordes mundiais, especialmente no desenvolvimento (ou prensa militar, movimento-padrão abolido em 1973). Estabeleceu dez recordes nessa disciplina e um no arranque, em sua categoria de peso.